# Vinii Revlon
 (août 2025).
Il peut être nécessaire de l'améliorer pour respecter le principe de neutralité de point de vue. 

Vinii Revlon (né en 1991 à Paris) est un danseur, chorégraphe et performeur français, figure internationale de la scène ballroom. Il est Father international de la House of Revlon et la première Légende européenne du voguing. Il a participé à la cérémonie d’ouverture des Jeux olympiques de Paris 2024, collaboré avec des artistes tels que Madonna, Aya Nakamura et le jeu vidéo Just Dance, et s’est fait connaître du grand public à travers l’émission Legendary (saison 3) et la série documentaire Ballroom, danser pour exister (France.tv, 2025), dont il est également co-producteur.

## Biographie et carrière
Né à Paris en 1991, Vinii Revlon s’intéresse à la danse dès son plus jeune âge avant de découvrir la culture ballroom au début des années 2010. Il rejoint la House of Revlon, l’une des maisons emblématiques de ce mouvement, et s’impose rapidement comme une figure majeure en France et en Europe.
Par son style et son influence, il est reconnu comme la première Légende européenne du voguing, un statut honorifique attribué aux danseurs marquants de la scène internationale. Il devient ensuite Father international de la House of Revlon, assurant un rôle de mentor et de représentation à l’échelle mondiale.

## Performances et collaborations
Vinii Revlon se produit dans de nombreux événements culturels et institutions prestigieuses :
- participation à la cérémonie d’ouverture des Jeux olympiques de Paris 2024[4] ;
- performance à l’Opéra Bastille ;
- apparition dans le clip Pookie d’Aya Nakamura[1] ;
- collaboration avec Madonna et le jeu vidéo Just Dance.

## Télévision et médias
- En 2022, il participe à la saison 3 de l’émission américaine Legendary en tant que membre de la House of Revlon.
- En 2025, il apparaît dans la série documentaire Ballroom, danser pour exister, diffusée sur France.tv, consacrée à la scène ballroom française. Il y tient un rôle central et en est également co-producteur[2].

## Rôle dans la scène ballroom
Depuis 2017, Vinii Revlon organise des balls à la Gaîté Lyrique (Paris) et contribue à la reconnaissance de la scène ballroom en France. Il participe également à des événements artistiques majeurs :
- Fight for Your Rights Ball lors de la Biennale de la danse de Lyon (2023)[5] ;
- ball au Centre Pompidou-Metz (2022)[6] ;
- performances au musée du quai Branly - Jacques Chirac (2025)[7].